# Sarsia piriforma
Sarsia piriforma is een hydroïdpoliep uit de familie Corynidae. De poliep komt uit het geslacht Sarsia. Sarsia piriforma werd in 1983 voor het eerst wetenschappelijk beschreven door Edwards. 